# Agfa-Gevaert
Pour les articles homonymes, voir Agfa et Gevaert.
Agfa-Gevaert (Euronext : AGFA-GEVAERT) est une entreprise belge, basée en Flandre. Elle est issue de la fusion en 1964 des sociétés Agfa (Allemagne) et Gevaert (de) (Belgique). Elle fabriquait des pellicules et du papier pour la photographie argentique ainsi que du matériel de photographie et de cinéma amateur. Mais au début du XXIe siècle, l'usage de la photographie argentique a régressé fortement face à la poussée de la photographie numérique, amenant le groupe à abandonner une partie de ses activités et à se reconvertir pour partie vers l'industrie de l'imagerie médicale.

## Historique
Agfa est issue d'une entreprise fondée en 1867 en tant que fabrique de colorants par Paul Mendelssohn Bartholdy et Carl Alexander von Martius,. Cette entreprise adopte le nom de Aktiengesellschaft für Anilinfabrikation (AGFA) (Société par action pour la fabrication de l'aniline) quelques années plus tard,. Agfa est pendant plus de dix ans sous le contrôle de l'entreprise IG Farben. 
Gevaert est fondée en 1894 à Anvers par Lieven Gevaert. 
Le premier film couleur Agfacolor est conçu par Agfa pour  l'industrie du cinéma en 1932. Après la Seconde Guerre mondiale, IG Farben est scindée, de sorte qu'Agfa devient une entreprise indépendante.
En 1964, Gevaert Photo-Producten fusionne avec l'entreprise allemande Agfa en tant qu'Agfa-Gevaert Group,,. Le siège administratif et la principale usine sont établis à Mortsel. La fusion se fait en plusieurs étapes, nécessitant de regrouper des équipes et d'adapter les locaux. Par exemple, les filiales françaises ne fusionnent que l'année suivante. L'introduction en bourse du Groupe Agfa-Gevaert en 1990 accélère son évolution. 
Dans les années 2000, les techniques numériques montent en puissance, concurrençant de plus en plus les techniques argentiques, et amènent le groupe à se réorganiser et à réorienter ses activités. En 2004, Agfa regroupe ses activités de photographie grand public et de produits optiques (projecteurs, caméras, scanners) dans une holding dénommée AgfaPhoto, qui fait faillite un an plus tard. En 2005, AgfaPhoto Holding GmbH obtient de Agfa-Gevaert le droit d'utiliser la marque et le logo Agfa, ce qui permet de vendre de multiples produits liés à l'image, « rebrandé » sous la marque AgfaPhoto. Seul Agfa-Gevaert produit encore du matériel photographique, non destiné au grand public, dans son usine Belge. Le groupe réduit ses effectifs, de près de 2 000 emplois, dont plus de 1 500 en Europe. Il se réorganise aussi autour de 3 pôles organisés en filiales indépendantes, un pôle Materials, spécialisé dans la production de films spécialisés, un pôle Graphics, tourné vers le secteur de l'imprimerie, et un pôle HealthCare, tourné vers le secteur des soins de santé et l'imagerie médicale,.
Le 11 juin 2020, en raison du recul durable de la demande de plaques d'impression sur le marché, le groupe Agfa-Gevaert décide de fermer deux unités de fabrication et de supprimer au total 251 emplois (dont 175 en France). Début 2023, la société se sépare de sa division offset (plaques d'impression, logiciels et fournitures pour imprimeries industrielles).

## Structure de l'entreprise depuis 2006
L'entreprise s'est réorganisée en 2006 en trois groupes d'affaires, devenus trois filiales opérationnellement indépendantes :
- Agfa HealthCare regroupant les activités d'imagerie médicale ;
- Agfa Graphics regroupant les activités de radiographie industrielle, des arts graphiques (prépresse et imprimerie), la micrographie et la gestion électronique des documents, scanners bureautique ou photocopieurs ;
- Agfa Materials regroupant les activités de fabrication de films, d'impression et de stockage des images et des films pour le contrôle non destructif.

Quelques produits estampillés Agfa sont fabriqués sous licence par des fabricants externes au Groupe, comme le français Sagemcom.

## Actionnaires en novembre 2019
Liste des principaux actionnaires au 11 novembre 2019:
| Active Ownership Capital          | 13,4 % |
| BWM                               | 5,50 % |
| Mensarius                         | 5,01 % |
| Capfi Delen Asset Management      | 4,25 % |
| JPMorgan Asset Management         | 4,08 % |
| Norges Bank Investment Management | 3,50 % |
| Wellington Management             | 2,99 % |
| Shareholder Value Management      | 2,91 % |
| The Vanguard Group                | 2,82 % |
| Dimensional Fund Advisors         | 2,53 % |

## Galerie de produits Agfa

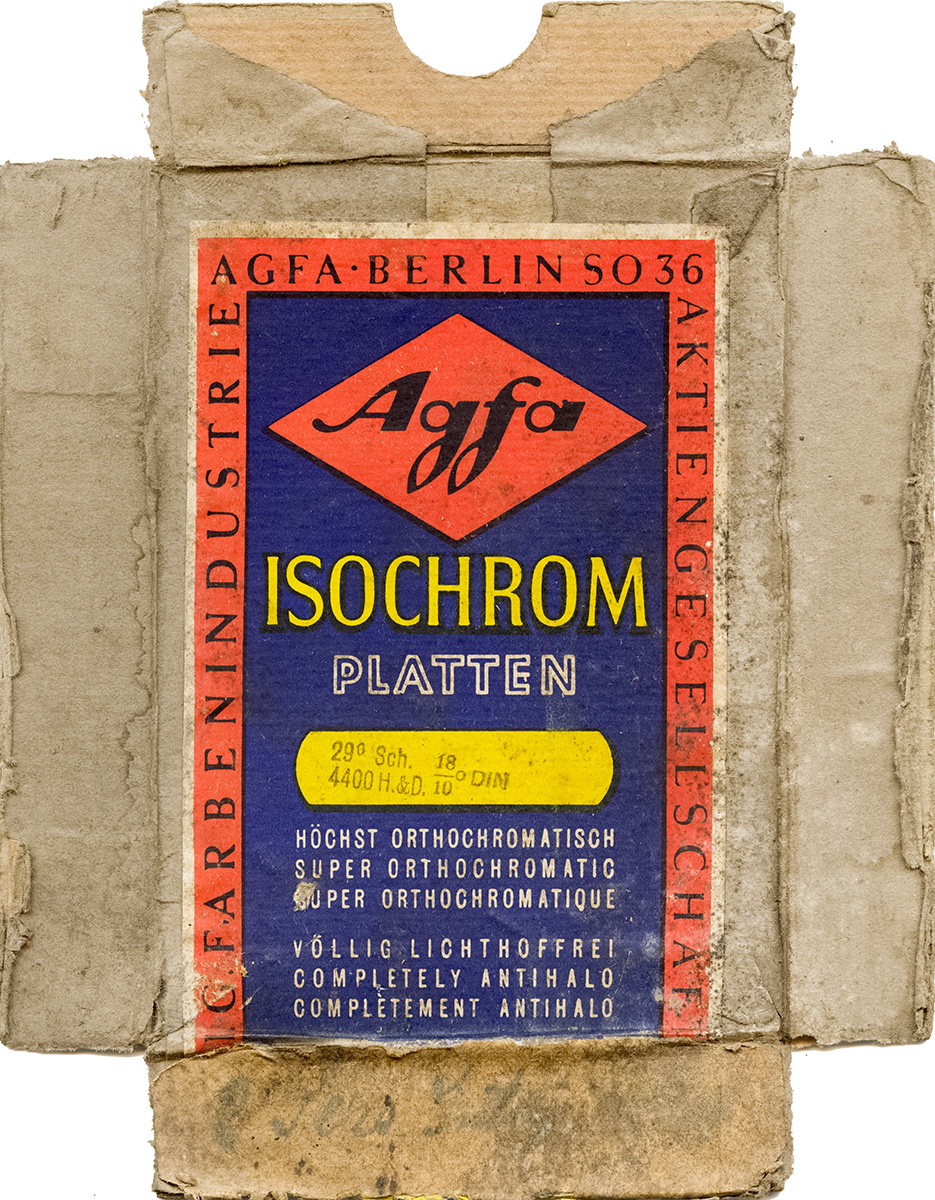
Une boîte de plaques photographiques Agfa.
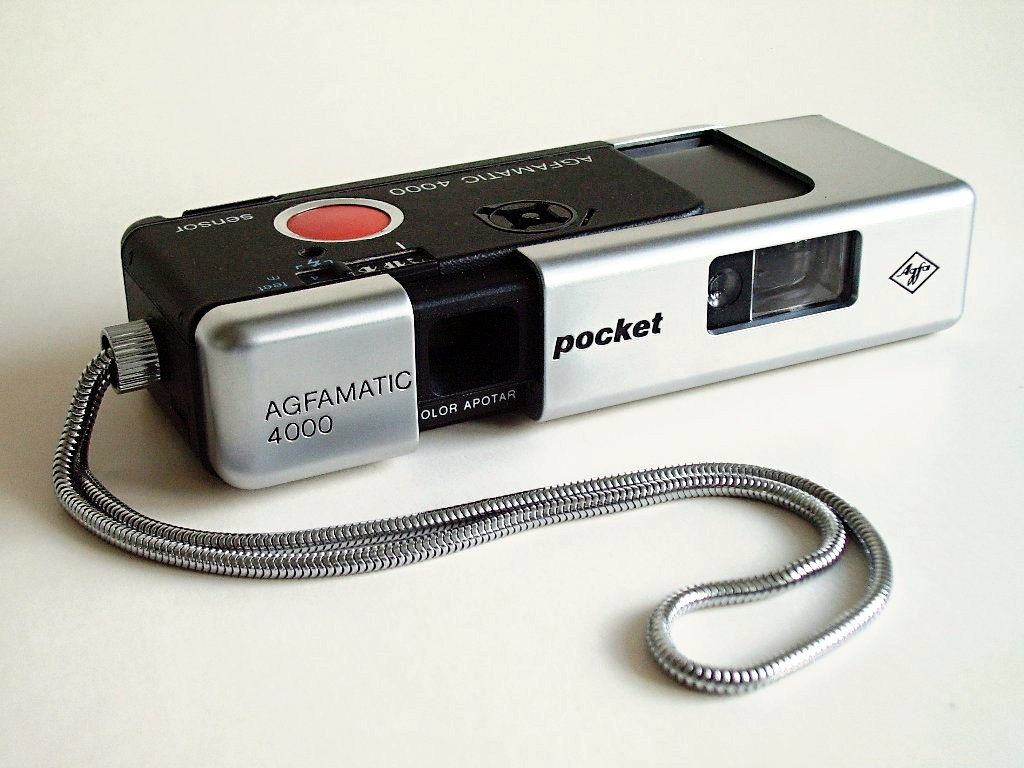
Agfamatic Pocket 4000.
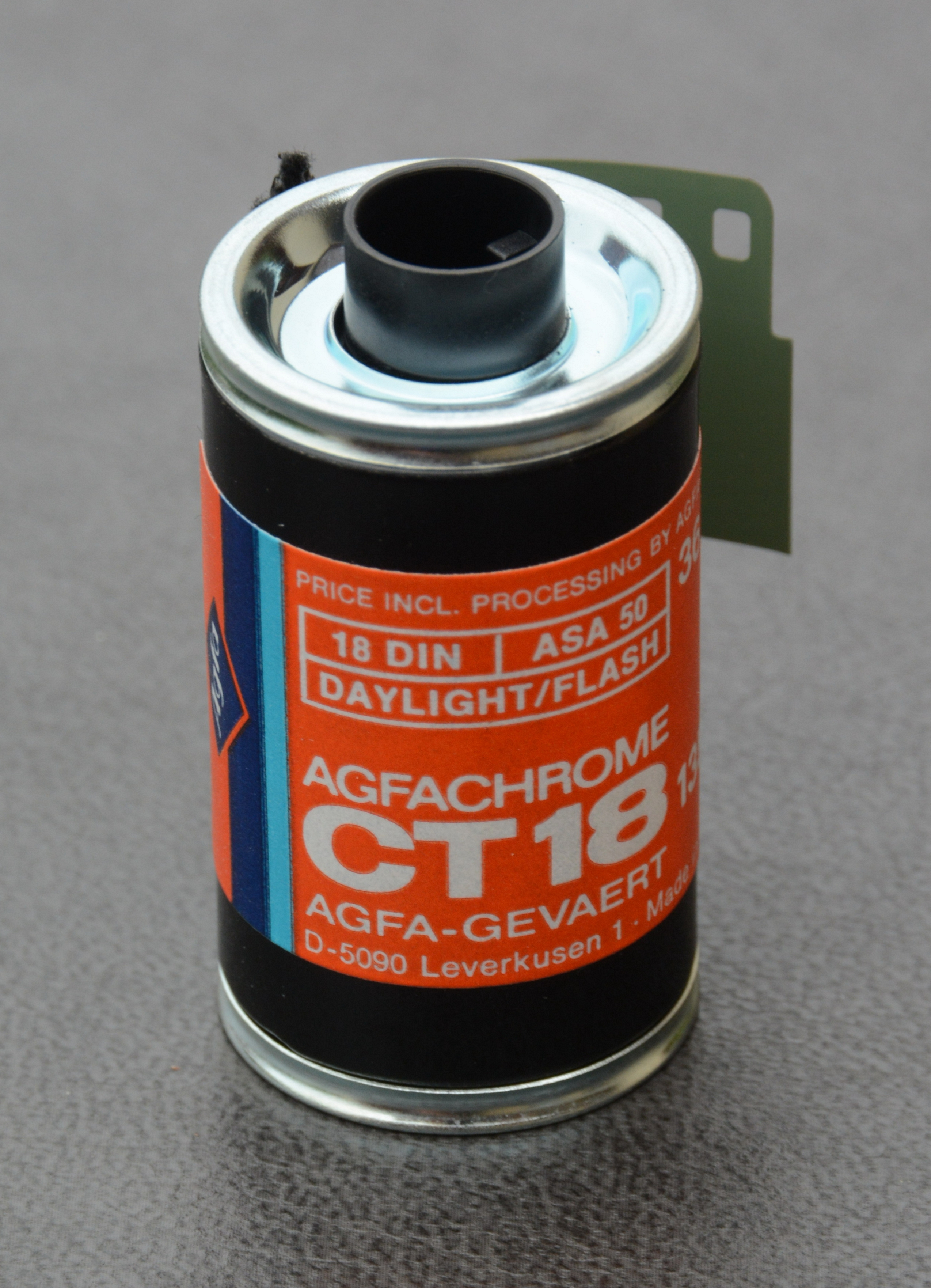
Film Agfachrome CT18.
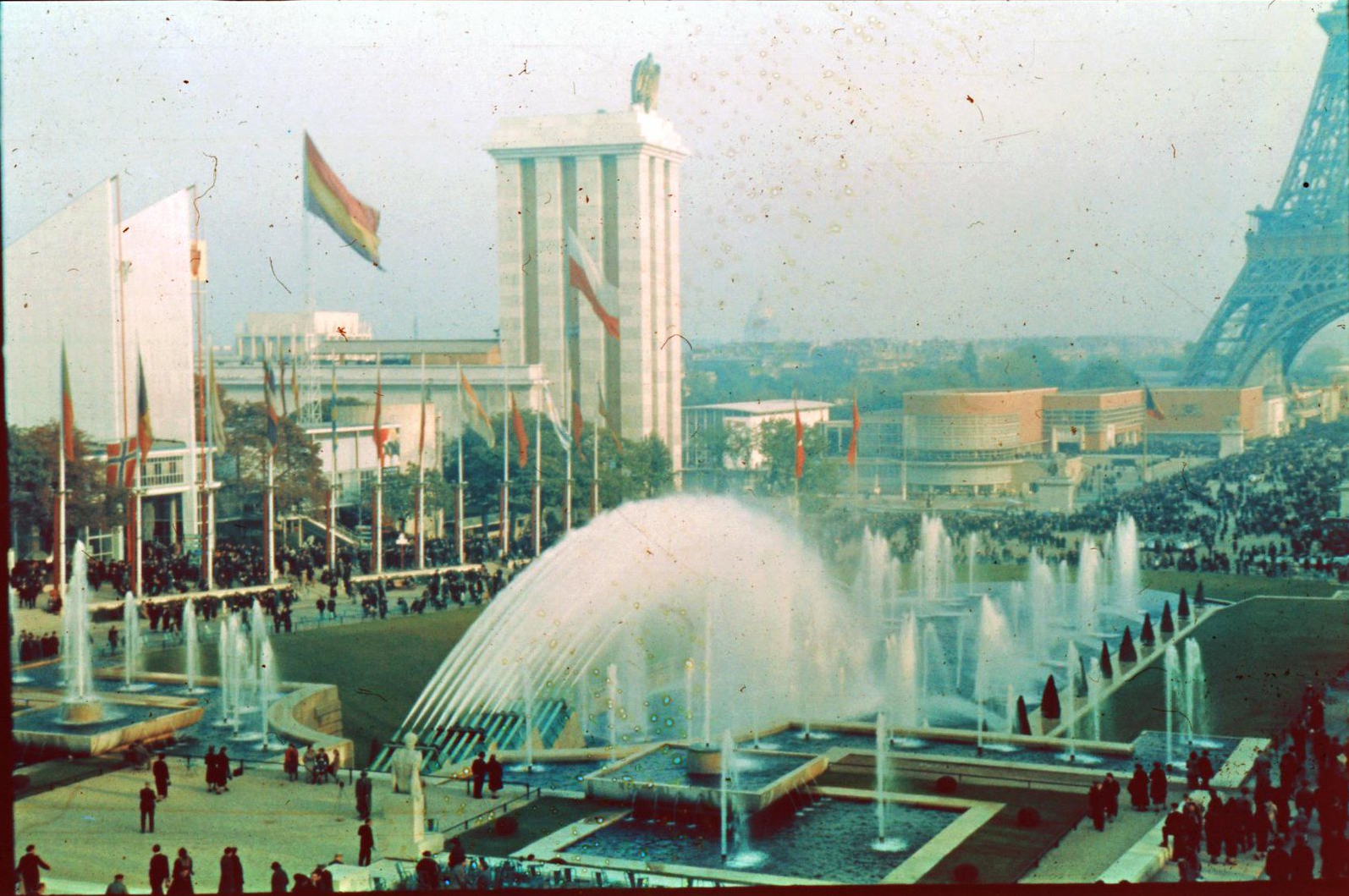
Film Agfacolor (Paris 1937).
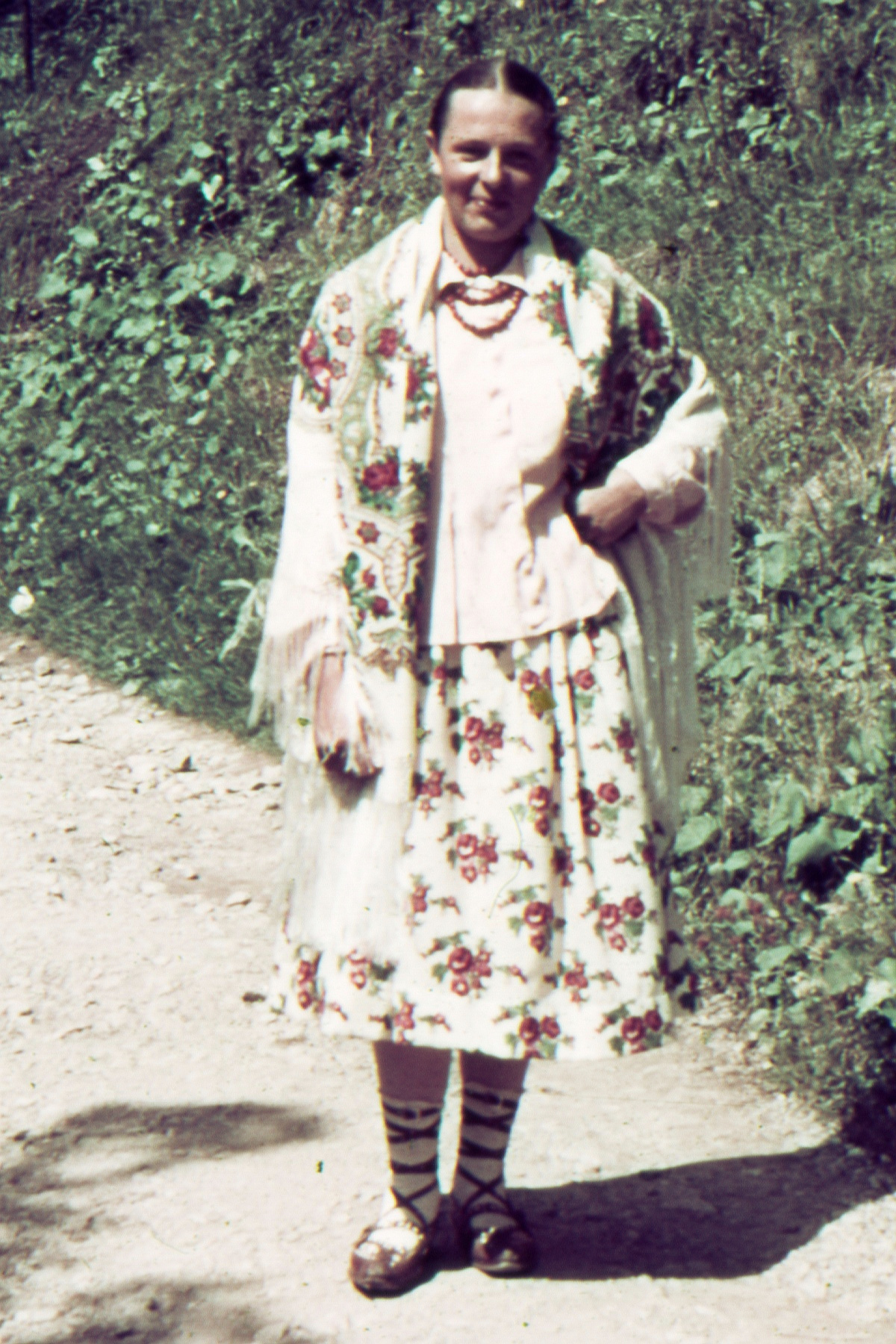
Film Agfacolor (Zakopane 1938).
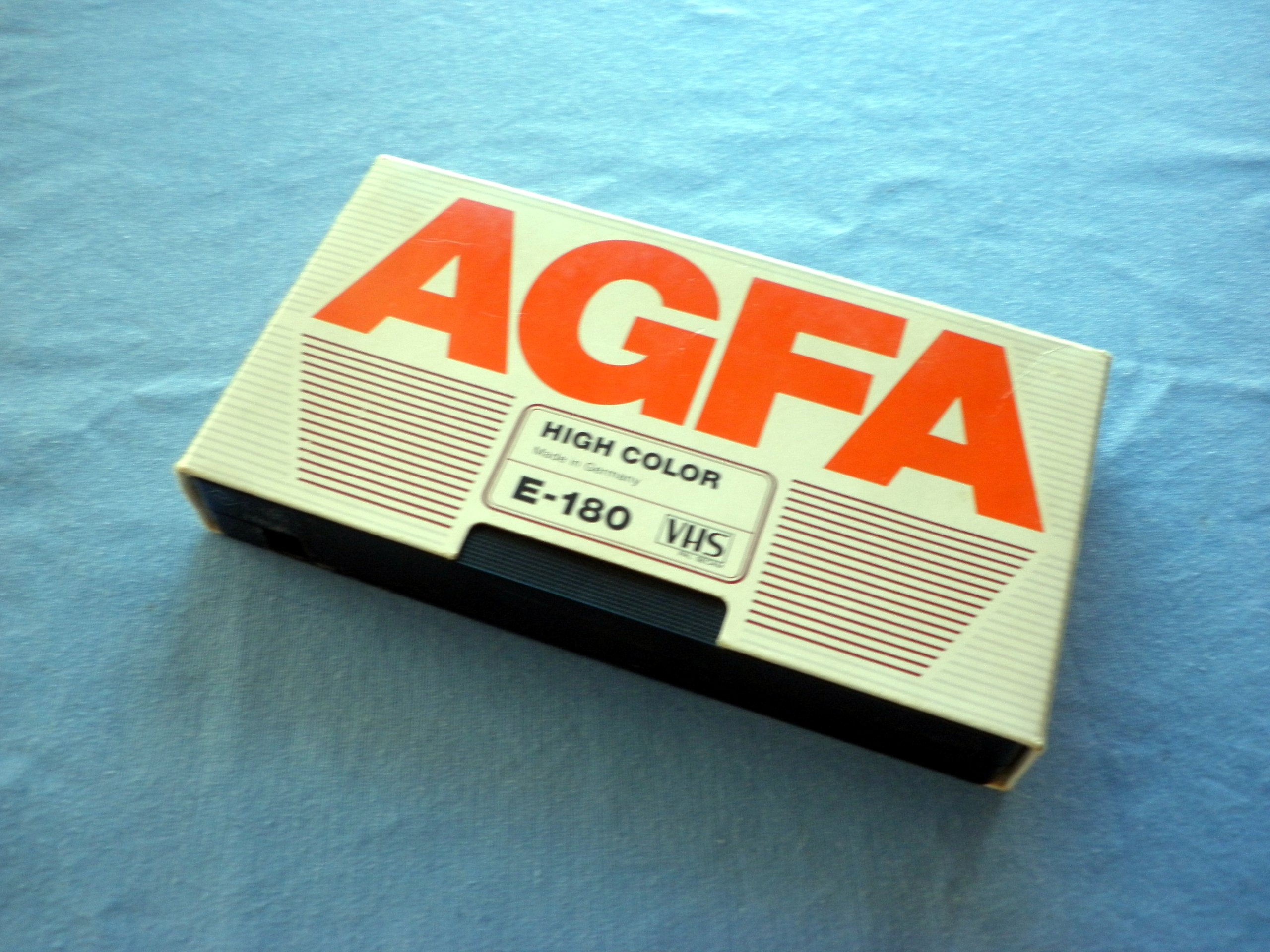
Une cassette VHS Agfa.
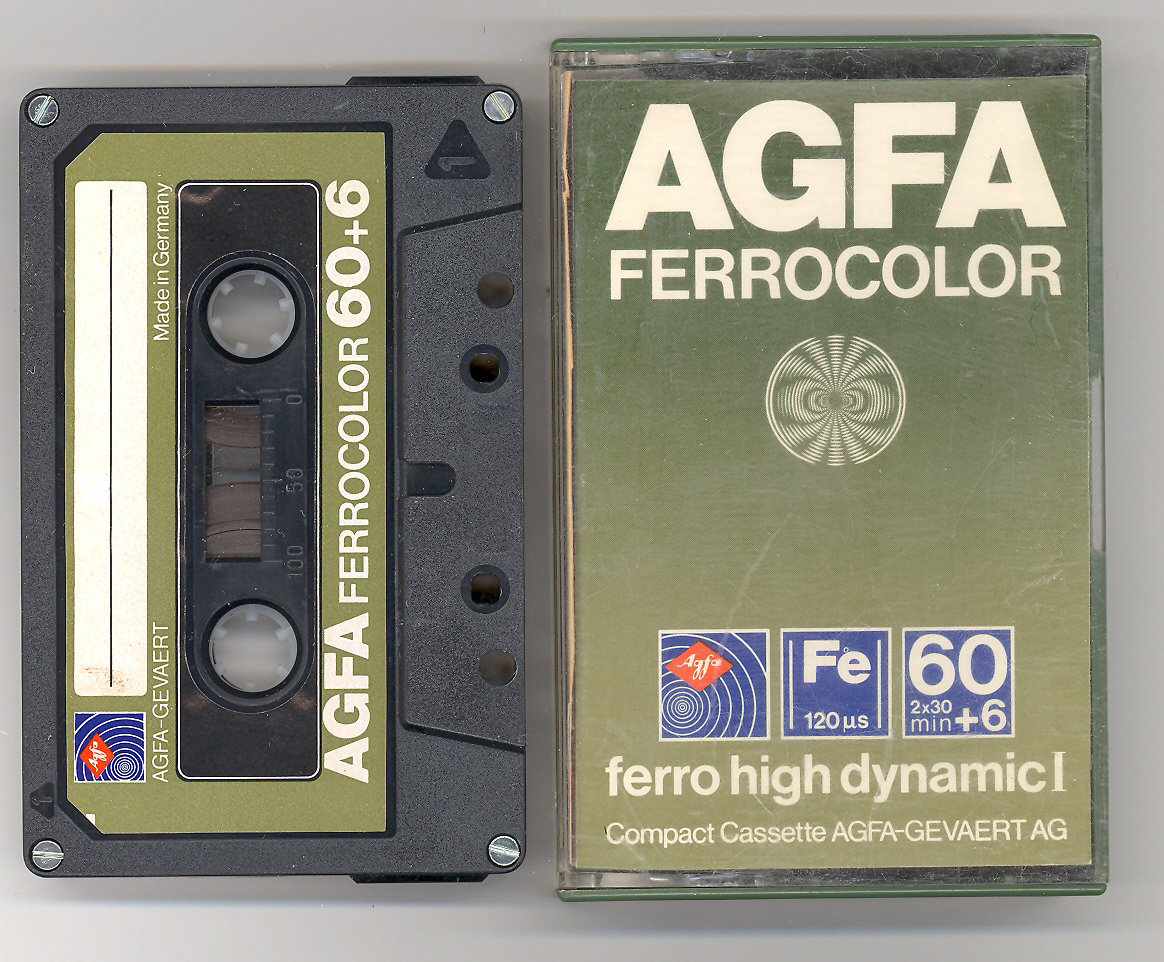
Une cassette audio Agfa.
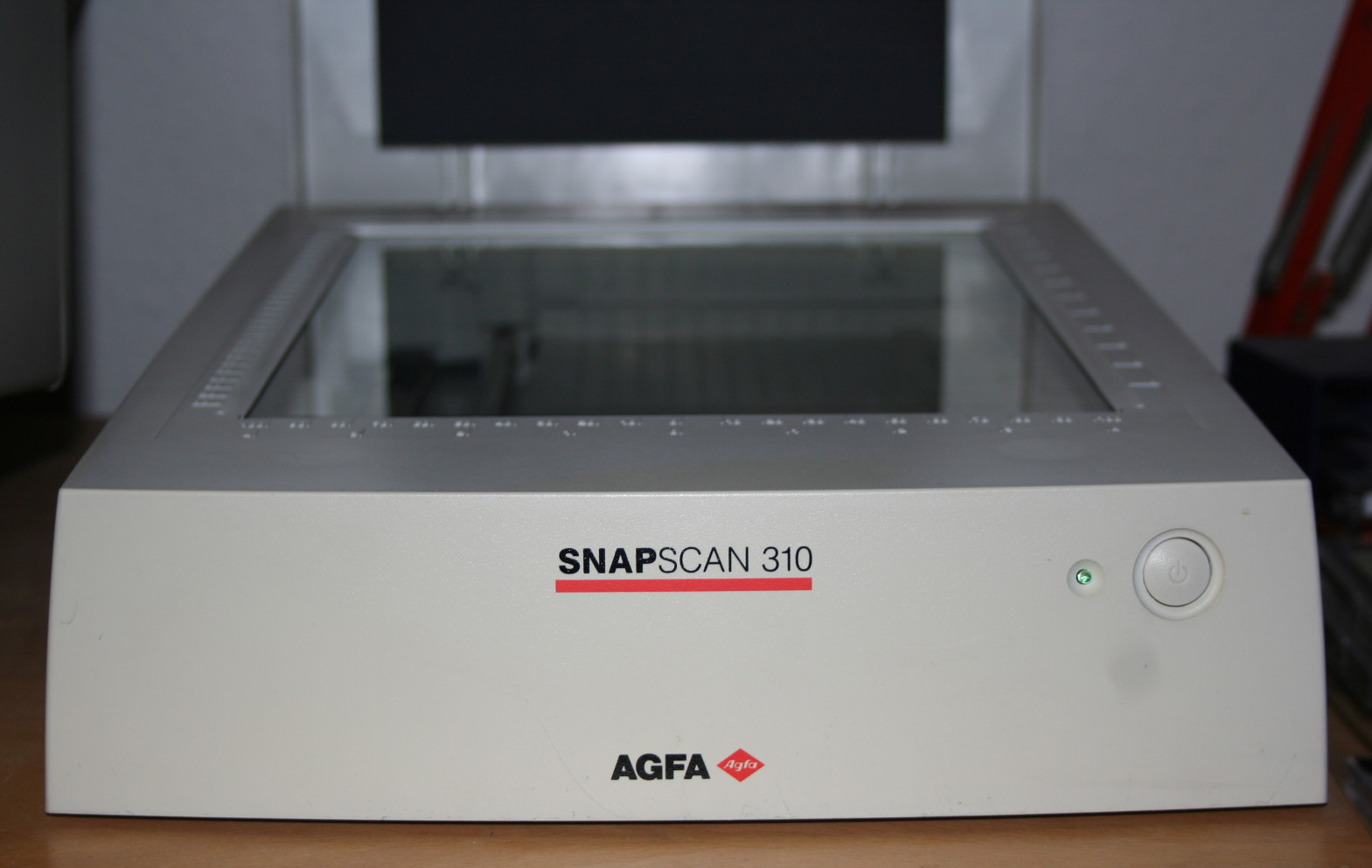
Un scanner à plat SnapScan 310.
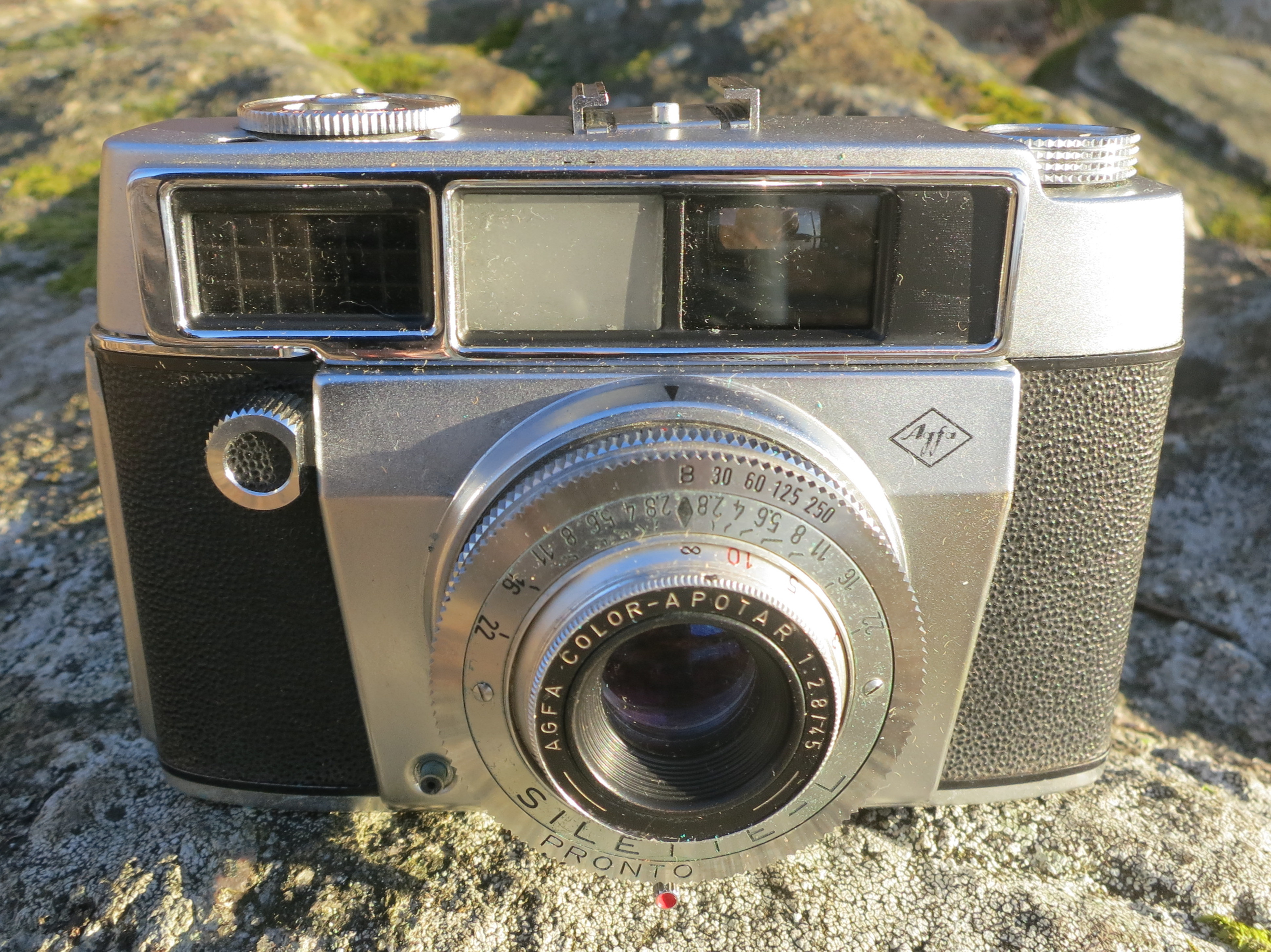
La caméra Agfa Silette-L (1959).